# Stade Auguste Bonal
El Stade Auguste Bonal está situado en Montbéliard, Francia. Es el campo de fútbol del FC Sochaux desde 1931.

## Historia reciente
Treinta y cinco meses de trabajo, entre la primavera de 1997 a 2000, financiado por las comunidades locales (Communauté d'agglomérations du Pays de Montbéliard departamento de Doubs, la ciudad y los pueblo de Montbeliard y Sochaux) fueron necesarios para ofrecer un nuevo recinto para el FCSM. Producido por periodos en los que la obra debía compatibilizarse con la utilización del estadio para los partidos hizo que la capacidad se limitara a 7000 espectadores, al principio, siendo luego de 9000, 13 000 y hasta los 20 000 en su configuración final.
Así, con 20 000 plazas, cubierto y próximo al terreno de juego (al eliminar la pista de atletismo), el estadio Bonal ofrece desde entonces todas las garantías de confort y seguridad para los espectadores.
La peculiaridad radica en su césped, con calefacción y semi-sintético, que ofrece las mejores condiciones de juego sea cual sea el clima. Los aficionados han respondido masivamente, independientemente del nivel del rival, lo que demuestra que la comodidad y seguridad son las dos piedras angulares del moderno estadio.
El estreno del estadio tras la remodelación fue el 22 de julio de 2000 en el Supercopa de Francia entre el FC Nantes y el AS Mónaco. El récord de asistencia del nuevo estadio es de 19 990 espectadores ante el Olympique de Marsella en una jornada de la Ligue 1 del 2 de diciembre de 2006.